# Élection présidentielle nord-chypriote de 2010
L'élection présidentielle nord-chypriote de 2010 pourvoit au remplacement ou à la réélection de Mehmet Ali Talat à la fonction de président de la république turque de Chypre du Nord. Le président investi par les Chypriotes turcs l'est pour un mandat de cinq ans. Il s'agit de la huitième élection présidentielle qui se déroule au nord de l'île.
164 000 Chypriotes turcs sont appelés aux urnes pour le premier tour qui a lieu le 18 avril 2010.
Les bureaux de vote sont ouverts de 8h00 jusqu'à 18h00 ; plus de 2 000 personnes participent au bon déroulement du scrutin.
La victoire du premier ministre Derviş Eroğlu pourrait mettre en danger les négociations avec la république de Chypre.

## Résultats du premier tour
La participation s'élève à plus de 76 % contre 69 % en 2005 :
| Élection présidentielle à Chypre du Nord, 18 avril 2010 | Élection présidentielle à Chypre du Nord, 18 avril 2010 | Élection présidentielle à Chypre du Nord, 18 avril 2010 | Élection présidentielle à Chypre du Nord, 18 avril 2010 |
| Parti                                                   | Candidat                                                | Voix                                                    | %                                                       |
| ------------------------------------------------------- | ------------------------------------------------------- | ------------------------------------------------------- | ------------------------------------------------------- |
| Parti de l'unité nationale                              | Derviş Eroğlu                                           | 61 491                                                  | 50,38                                                   |
| Parti républicain turc                                  | Mehmet Ali Talat                                        | 52 302                                                  | 42,85                                                   |
| Indépendant                                             | Mustafa Kemal Tümkan                                    | 964                                                     | 0,79                                                    |
| Indépendant                                             | Arif Salih Kirdag                                       | 521                                                     | 0,43                                                    |
| Indépendant                                             | Zeki Beşiktepeli                                        | 1 968                                                   | 1,61                                                    |
| Indépendant                                             | Ayhan Kaymak                                            | 168                                                     | 0,14                                                    |
| Indépendant                                             | Tahsin Ertuğruloğlu                                     | 4 648                                                   | 3,81                                                    |
| Total                                                   |                                                         | 125 294                                                 | 100                                                     |
| Source: sabah.com.tr                                    |                                                         |                                                         |                                                         |